# إيليسيو مورينيو
إيليسيو مورينيو (بالإسبانية: Eliseo Mouriño)‏ (مواليد 3 يونيو 1927) هو لاعب كرة قدم. يلعب مع منتخب الأرجنتين لكرة القدم. سبق له أن لعب في كأس العالم لكرة القدم مع منتخب بلاده.

## روابط خارجية
- إيليسيو مورينيو على موقع الاتحاد الدولي (مؤرشف)  (الإنجليزية)
- إيليسيو مورينيو على موقع قاعدة بيانات كرة القدم.إي يو (الإنجليزية)
- إيليسيو مورينيو على موقع ناشيونال فوتبول تيمز (الإنجليزية)
- إيليسيو مورينيو على موقع عالم كرة القدم.نت (الإنجليزية)